# 都营白须东公寓
都营白须东公寓（日语：／）是一座位于东京都墨田区堤通的住宅建筑，也有“白须团地”之称。公寓建筑物长达1.2公里，高度约40米，分为相连的18栋。

## 概要
公寓位于隅田川东岸，基本成南北向沿隅田川延伸，距离隅田川约200米，中间夹有首都高速6號向島線和东白须公园，在第17栋旁建筑跨越了都道461号线。
公寓的建设构想提出于1965年，18栋建筑陆续于1972年到1986年建成。
公寓被设计为具有重要的防灾功能，因此也得名“防灾小区”，被称为“防灾要塞”。公寓位于隅田川和荒川之间，处于两条河流的下游，附近多为低层住宅，在河水泛滥发生水灾时公寓可以作为防灾据点。另一方面，公寓附近的墨田区分布着大量木制建筑物，易发生火灾，当地震或其他原因导致大火时，公寓可以作为巨大的火灾隔离墙。公寓进行了可以吸收震动的防震设计，每部分建筑之间设置了铁制的防火门。建筑的楼顶设置了巨大的黄色储水罐，每户配备了自动喷淋水管，建筑上还设置了红色的水炮，可以覆盖附近的地区。另外，公寓一侧的东白须公园也被设计为一个避难场所。

## 链接
- 都営住宅団地一覧

35°44′06.41″N 139°31′22.92″E / 35.7351139°N 139.5230333°E